# Bento Fernandes
Bento Fernandes är en kommun i Brasilien.   Den ligger i delstaten Rio Grande do Norte, i den östra delen av landet, 1 700 km nordost om huvudstaden Brasília. Antalet invånare är 5 110.
Omgivningarna runt Bento Fernandes är huvudsakligen savann. Runt Bento Fernandes är det ganska glesbefolkat, med 28 invånare per kvadratkilometer.